# Nemocapnia carolina
Nemocapnia carolina är en bäcksländeart som beskrevs av Banks 1938. Nemocapnia carolina ingår i släktet Nemocapnia och familjen småbäcksländor. Inga underarter finns listade i Catalogue of Life.